# Јужни туко-туко
Јужни туко-туко (Ctenomys australis) је врста глодара (Rodentia) из породице туко-тукоа (Ctenomyidae).

## Распрострањење
Врста има станиште у Аргентини.

## Угроженост
Ова врста се сматра угроженом.